# Zdenko Verdenik
Zdenko Verdenik (Ptuj, 2 mei 1949) is een Sloveens voetbalcoach, die drie jaar (1994-1997) actief was als bondscoach van Slovenië. Daarnaast trainde hij clubs in zijn vaderland, was hij coach van Austria Wien en van enkele clubs in Japan.
Als bondscoach van Slovenië was Verdenik de opvolger van Bojan Prašnikar, 's lands eerste bondscoach van de nationale ploeg na de onafhankelijkheid van de voormalige Joegoslavische deelrepubliek in 1991. Eind 1997 moest Verdenik plaatsmaken voor diezelfde Prašnikar, nadat Slovenië zich niet had weten te plaatsen voor het WK voetbal 1998 in Frankrijk.